# Платон (Казанский)
Архимандрит Платон (в миру —  Пётр Гаврилович Казанский; 1792—1865) — архимандрит Русской православной церкви, настоятель Тверского Желтикова монастыря.

## Биография
Сын священника села Сырнево Рыбинского уезда Ярославской губернии.
Обучался в Ярославской духовной семинарии (1803—1816) и в Московской духовной академии (1816—1820), которую окончил курс со степенью магистра. С 16 сентября 1820 года преподавал в ярославской семинарии церковную историю и французский язык.
В 1822 году принял сан священства (3 июля рукоположен в диакона и 8 июля — в священника кафедрального собора). В следующем году, 22 сентября был назначен ректором ярославских, уездного и приходского, духовных училищ. Оставил духовно-учебную службу 14 января 1828 года.
После смерти жены (осталось трое малолетних детей) 5 октября 1829 года был пострижен в монашество с именем Платон и стал читать, в качестве бакалавра, лекции по церковной истории и истолковательному богословию в Московской духовной академии, инспектором которой был назначен в ноябре 1831 года. Ранее, 7 мая 1830 года, он был возведён в сан архимандрита Дмитровского Борисоглебского монастыря; 21 декабря 1831 года ему в управление был дан московский Знаменский монастырь.
В 1833 года был назначен ректором Нижегородской духовной семинарии, но тотчас по прибытии в Нижний Новгород был вызван в Петербург, 26 июня был уволен от должности ректора «за связь с полковником Дубовицким, принадлежавшим к Татариновой ереси» и отправлен на жительство в Валаамский монастырь.
В 1836 года, по прошению, перемещён в Сергиеву пустынь, а в 1837 году получил в управление Новоторжский Борисоглебский монастырь.
С 1840 года он — настоятель Тверского Отроча монастыря, а с 1848 года — Тверского Желтикова монастыря.
Умер 9 (21) января 1865 года.

## Сочинения
В библиотеке Московской духовной академии хранились в рукописи его «Лекции по нравственному богословию» на латинском языке. В 1862 году были изданы его «Рассуждения о духовных предметах» (о священстве, любви, духовном мире, о небе и достижении его, о внутреннем бдении, о смерти тела, об исполнении заповедей Божьих, о молодости и старости и о родстве духовном). В 1861—1862 гг. он издал две небольших книжки «Поучений в дни воскресные и праздничные, произнесенных в 1861 и 1862 гг. в Тверском Успенском Желтикове монастыре».